# Hybomitra nitelofaciata
Hybomitra nitelofaciata är en tvåvingeart som beskrevs av Xu 1985. Hybomitra nitelofaciata ingår i släktet Hybomitra och familjen bromsar. Inga underarter finns listade i Catalogue of Life.